# GSC5421-35-1
GSC5421-35-1 — хімічно пекулярна зоря спектрального класу F2, що має видиму зоряну величину в смузі V приблизно 10,4.